# Jai Singh II.

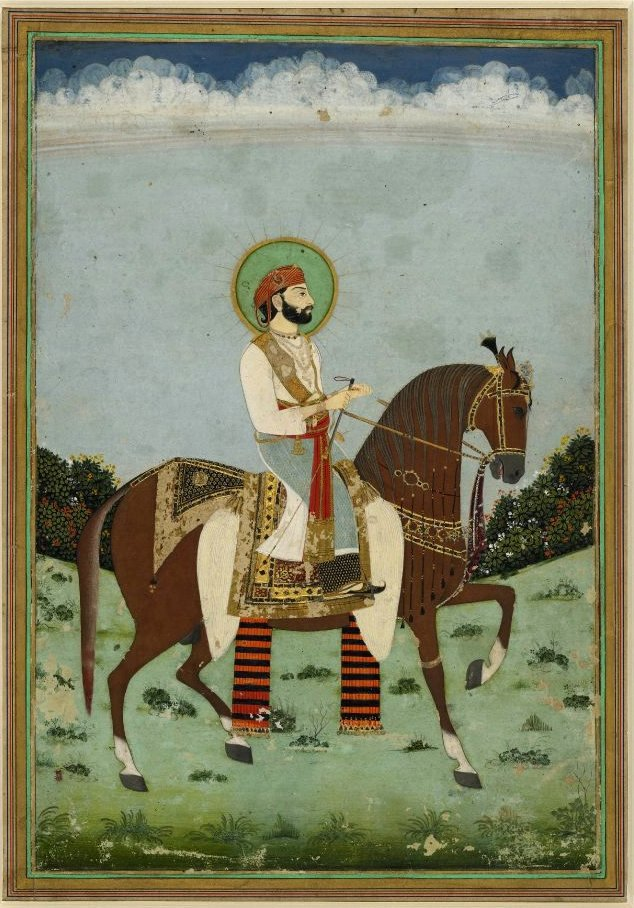
Maharaja Sawai Jai Singh II. (um 1725)

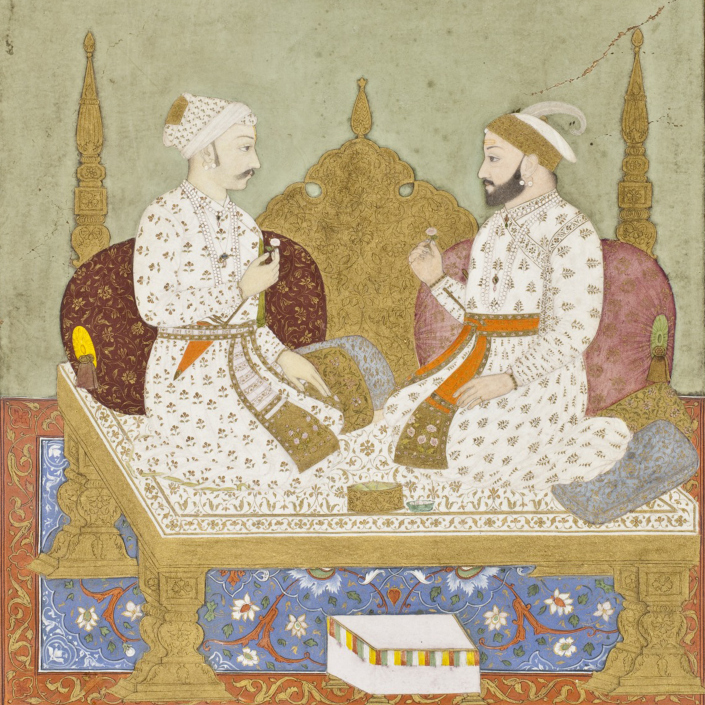
Maharajas Jai Singh II. von Amber und Sangram Singh II. von Mewar

Sawai Jai Singh II. (* 3. November 1688 in Amber; † 21. September 1743 in Jaipur?) war Maharaja von Amber (später Jaipur) in Rajasthan, Indien. Er stand in militärischen Diensten des Großmoguls Aurangzeb und dessen Nachfolger, bevor er seit der Mitte seines Lebens eine mehr und mehr eigenständige Politik betrieb.

## Biografie
Nach dem Tod seines Vaters Bishan Singh am 31. Dezember 1699 wurde Jai Singh im Alter von nur 11 Jahren zum Nachfolger ausgerufen. Vom Großmogul Aurangzeb (reg. 1658–1707), der ihn an den Hof von Delhi bestellt hatte, erhielt er bereits in jungen Jahren wegen seiner Intelligenz und seines aufgeweckten Wesens den Ehrentitel Sawai. Das ererbte Fürstentum Amber stand jedoch am Rand eines finanziellen und politischen Ruins. Bereits im Alter von 12 Jahren sollte Jai Singh an den Dekkan-Kriegen teilnehmen – im August 1701 erreichte er Burhanpur, doch wurden er und seine Truppen durch heftigen Monsunregen lange Zeit am weiteren Vorwärtskommen gehindert, woraufhin Aurangzeb im September seinen Sold kürzte und ihn im Rang herabstufte.
Der Großmogul starb im Jahr 1707, was die prekäre Situation Jai Singhs jedoch zunächst nicht veränderte. Unter Aurangzebs Nachfolger Bahadur Shah I. (reg. 1707–1712) verbündete er sich mit den Fürsten von Mewar und Marwar und vertrieb die verhassten Moguln aus Rajputana. Dennoch ernannte ihn Bahadur Shah zum Statthalter der Provinzen Agra und Malwa. Hier musste er sich mit Übergriffen der Jats auseinandersetzen, die ebenfalls unter der repressiven Politik Aurangzebs gelitten hatten. Bei den Rajputen waren die Jats jedoch ebenfalls unbeliebt und so gelang es einer Rajputenkoalition mit finanzieller Unterstützung des Mogulhofes, den eigenständigen Bestrebungen der Jats ein Ende zu bereiten. Zwischen 1714 und 1737 wurde Jai Singh – mit Unterbrechungen – dreimal zum Gouverneur (subahdar) der Provinz Malwa ernannt, wo er erneut in die Konflikte mit den Jats und den Marathen hineingezogen wurde. Während seiner dritten Amtszeit verbündete er sich mit dem Marathenführer Chhatrapathi Shahu I., der im Jahr 1737 beinahe Delhi, die Hauptstadt des immer schwächer werdenden Mogulreiches, einnehmen konnte.
In all den Jahren betrieb er in Rajputana eine durch Tributzahlungen und militärische Eroberungen finanzierte Expansionspolitik, die in der Annexion der wohlhabenden Handelsregion Shekhawati kulminierte. Er hatte eine Armee von etwa 40.000 Mann unter seiner Kontrolle, die er überdies auf den neuesten Stand der Militärtechnik brachte – vor allem die Artillerie wurde ausgebaut und mit der größten Lafettenkanone der Zeit (Jaivana) aufgerüstet.

## Kultur

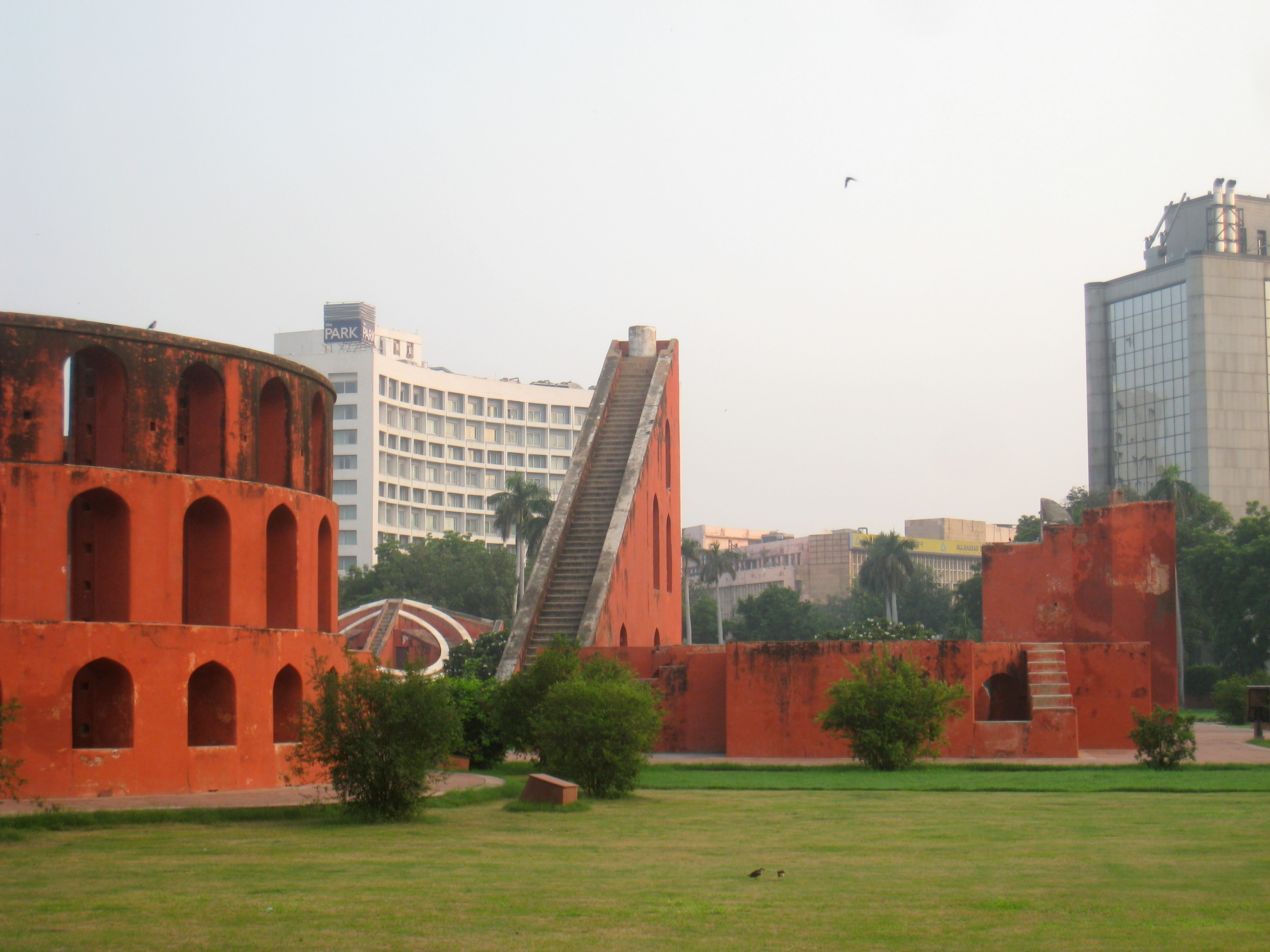
Jantar Mantar in Delhi

Jai Singh war der erste Hindu-Herrscher seit Jahrhunderten, der das vedische Pferdeopfer (ashvamedha) abhielt (1716) und einige Jahre später auch das Feueropfer (vajapeya oder yajna). Er förderte den Sanskrit-Unterricht und verbot die auf dem Lande, aber auch in den Städten immer noch praktizierten Witwenverbrennungen. In den Jahren nach 1719 gelangte er nach einer Diskussion am Mogulhof zu der Überzeugung, dass mathematische und astronomische Kenntnisse für sein Volk wichtig wären und ließ in mehreren Städten des von ihm kontrollierten Reiches (Jaipur, Delhi, Ujjain, Mathura und Varanasi) Observatorien (jantar mantar) erbauen, von denen das in Mathura nicht mehr existiert. Im Jahre 1725 beauftragte er seine Architekten mit den Planungen für die später nach ihm benannten Stadt Jaipur, für die er ein geradlinig verlaufendes Straßennetz und eine einheitliche Farbe der Bauten befahl; im Jahr 1727 begannen die Bauarbeiten und sechs Jahre später wurde die Jaipur offiziell die neue Hauptstadt seines Reiches.

## Nachfolge
Nach Jai Singhs Tod entbrannte ein kriegerisch ausgetragener Thronfolgestreit zwischen seinen Söhnen, den Halbbrüdern Ishwari Singh (reg. 1743–1750) und Madho Singh I. (reg. 1750–1768), den ersterer zunächst für sich entscheiden konnte.